# لوچ‌ماهیان
لوچ‌ماهیان یا کپورهای سنگی (نام علمی: Nemacheilidae) نام یک تیره از راسته کپورماهی‌سانان است.